# Choi Yoon-young
Choi Yoon-young (en hangul, 최윤영; 25 de septiembre de 1986) es una actriz surcoreana.

## Carrera
Después de pasar la 21.as KBSactors' Auditions (audición de actores) en 2008, comenzó a interpretar papeles de apoyo en los dramas del canal, en particular en Pan, amor y sueños (2010) y Mi Hija Seo-young (2012).
Entonces participó dos veces en la pantalla grande en 2012: en el segmento "Vuelo sin final" de la película antológica Historias de Terror, y en la película deportiva As One, con el personaje de una jugadora de la selección nacional de tenis de mesa.
En 2013 interpretó su primer papel protagónico en la comedia romántica de cuatro episodios Como un Cuento de hadas, seguido por La Cosa Más grande en el Mundo (un especial de Chuseok para las madres solteras y los hijos adoptivos) y el melodrama Amor apasionado.

## Filmografía

### Cine
| Año  | Título              | Papel          | Notas        | Ref. |
| ---- | ------------------- | -------------- | ------------ | ---- |
| 2011 | My Black Mini Dress | Kim Young-mi   |              |      |
| 2012 | As One              | Choi Yeon-jung |              |      |
| 2012 | Horror Stories      | So-Jung        | Cortometraje |      |
| 2013 | Couple Ring         |                | Cortometraje |      |
| 2014 | You Are My Vampire  | Gyu-Jung       |              |      |
| 2019 | 0.0 MHz             | Yoon-Jung      |              |      |

### Series de televisión
| Año     | Título                          | Papel           | Notas                     | Ref.   |
| ------- | ------------------------------- | --------------- | ------------------------- | ------ |
| 2009    | The Accidental Couple           | Estilista       |                           |        |
| 2009    | The Slingshot                   |                 |                           |        |
| 2009    | He Who Can't Marry              | Yoo Soo-young   |                           |        |
| 2009    | Hot Blood                       |                 |                           |        |
| 2009    | Invincible Lee Pyung Kang       | Bong So-hee     |                           |        |
| 2010    | King of Baking, Kim Takgu       | Gu Ja-rim       |                           |        |
| 2010-11 | Queen of Reversals              | Ki-ppeum        |                           |        |
| 2012-13 | My Daughter Seo-young           | Choi Ho-jung    |                           |        |
| 2013    | Like a Fairytale                | Baek Jang-Mi    | Drama Special             | [ 7 ]  |
| 2013    | The Queen's Classroom           | Yang Min-hee    |                           |        |
| 2013    | The Greatest Thing in the World | Woo-Sun         | Chuseok special drama     |        |
| 2013-14 | Amor apasionado                 | Han Yoo-jung    |                           |        |
| 2014    | My Dear Cat                     | Go Yang-soon    |                           |        |
| 2015    | All is Well                     | Geum Ga-Eun     |                           |        |
| 2017-18 | Enemies From the Past           | Choi Go-ya      |                           |        |
| 2019    | Designated Survivor: 60 Days    | Jung Soo-jung   |                           |        |
| 2020    | The Uncanny Counter             | Kim Jeong-yeong |                           | [ 8 ]  |
| 2023    | Woman in a Veil                 | Oh Se-rin       |                           | [ 9 ]  |
| 2024    | Love Song for Illusion          | Eun Mi-so       |                           | [ 10 ] |
| 2025    | For Eagle Brothers              | Na Young-eun    | Aparición especial, ep. 2 | [ 11 ] |

### Apariciones en programas
| Año  | Programa    | Notas                                |
| ---- | ----------- | ------------------------------------ |
| 2016 | Battle Trip | (ep. 11-12) - junto a Uhm Hyun-kyung |

### Teatro
- Woyzeck (2008)
- Proof (2008)
- Three Sisters (2007)
- Forest Fire (산불 (); 2003)

## Premios y nominaciones
| Año  | Premio                                                | Categoría                                 | Nominación            | Resultado |
| ---- | ----------------------------------------------------- | ----------------------------------------- | --------------------- | --------- |
| 2012 | KBS Drama Awards                                      | mejor actriz nueva                        | My Daughter Seo-young | Nominada  |
| 2013 | 49th Baeksang Arts Awards                             | mejor actriz nueva (TV)                   | My Daughter Seo-young | Nominada  |
| 2013 | 13th Gwangju International Film Festival Drama Awards | premio nueva estrella                     |                       | Ganadora  |
| 2014 | KBS Drama Awards                                      | premio excelencia, actriz de drama diario | My Dear Cat           | Ganadora  |